# Rhytidodera cristata
Rhytidodera cristata är en skalbaggsart som beskrevs av Francis Polkinghorne Pascoe 1866. Rhytidodera cristata ingår i släktet Rhytidodera och familjen långhorningar. Inga underarter finns listade i Catalogue of Life.